# Ria Anyca
Ria Anyca (Roeselare, 26 februari 1957) is een Vlaams schrijfster. Zij publiceert sociaal-geëngageerde boeken.

## Biografie
Anyca studeerde af als bachelor in de orthopedagogiek en kwam terecht in de sociale sector. Na een opleiding journalistiek werkte ze als freelancer voor diverse kranten en tijdschriften. Sinds 2017 legt zij zich helemaal toe op het schrijven van boeken, waarbij ze zich richt op sociaal-maatschappelijke thema's en een inkijk wil bieden in diverse culturen. Anyca woont en werkt in Hooglede (West-Vlaanderen). Haar boeken verschijnen bij Witsand Uitgevers.

## Boeken
- 2015 - Reisadvies negatief: Perikelen in Angola, Congo, Gabon, Kameroen, Uitgeverij Boekscout[1]
- 2016 - Houb houb, yellah! Syrische vluchtelingenkampen in Libanon (non-fictie), Witsand Uitgevers
- 2018 - De man van Babylon (fictie), Witsand Uitgevers[2]
- 2019 - Verdwaald, een wereld voor kinderen (kinderboek), Witsand Uitgevers i.s.m. vzw Sabou (kinderboek over Burkina Faso m.b.t. de duurzameontwikkelingsdoelstellingen van de Verenigde Naties)[3]
- 2020 - Dark number: Een verhaal over misbruik en partnergeweld, Witsand Uitgevers[4]